# Stemma dell'Austria
Lo stemma dell'Austria attuale è in uso sin dalla fine della prima guerra mondiale per simboleggiare il paese dopo la caduta dell'Impero austro-ungarico. I simboli del passato regime rimangono nell'aquila, non bicefala come nel periodo austro-ungarico, ma a una sola testa.
Sul corpo dell'aquila si trova l'antico scudo dell'Arciducato d'Austria, riprodotto anche nella bandiera del paese, che tiene con le zampe un martello e una falce, aggiunti nel 1921, riconducibili a simboli socialisti, ma che, uniti alla corona murale sulla testa, simboleggiano l'unità delle classi sociali (lavoratori – agricoli e industriali – e borghesi).
Le catene spezzate sono state aggiunte alla fine della seconda guerra mondiale e indicano la liberazione dalla dittatura nazista.

## Altri stemmi

Stemma dell'Arciducato d'Austria
Stemma dell'Impero d'Austria (1815-1867)
Stemma dell'Impero austro-ungarico (1867-1915)
Stemma della Cisleitania, le terre austriache all'interno dell'Impero (1867-1915)
Stemma della Repubblica dell'Austria tedesca (1918-1919)
Stemma della Prima Repubblica austriaca, che differisce dall'attuale per la mancanza delle catene spezzate (1919-1934)
Stemma del periodo austro-fascista prima dell'Anschluss (1934-1938)